# Воро (футболіст)
Сальвадор Гонсалес Марко (ісп. Salvador González Marco), більш відомий як Воро (ісп. Voro, нар. 9 жовтня 1963, Валенсія, Іспанія) — іспанський футболіст, що грав на позиції захисника. По завершенні ігрової кар'єри — тренер. Входить до тренерського штабу «Валенсії».
Як гравець виступав, зокрема, за «Валенсію» та «Депортіво», а також національну збірну Іспанії, у складі якої став учасником чемпіонату світу.
Як тренер розпочав роботу у штабі «Валенсії», в якій доріс від роботи з другою командою, до посади головної команди «кажанів» .

## Клубна кар'єра
Вихованець футбольної школи клубу «Валенсія».
Розпочав грати у футбол в дублі «кажанів», клубі «Валенсія Месталья», після чого 1984 року для отримання ігрової практики на правах оренди перейшов в «Тенерифе» з Сегунди.
Влітку 1985 року повернувся до рідного клубу і 31 серпня 1985 року в матчі проти клубу «Реал Вальядолід» він дебютував у Ла Лізі. У 1989 році Воро допоміг команді зайняти третє місце в чемпіонаті, а через рік завоював срібні медалі. Всього відіграв за валенсійський клуб вісім сезонів своєї ігрової кар'єри. Більшість часу, проведеного у складі «Валенсії», був основним гравцем захисту команди.
Влітку 1993 року він перейшов в «Депортіво». 5 вересня в поєдинку проти «Сельти» Воро дебютував за новий клуб. У першому сезоні він став віце-чемпіоном Іспанії, упустивши перемогу в останньому турі. У 1994 році Воро з клубом завоював Кубок і Суперкубок Іспанії.
Завершив професійну ігрову кар'єру у клубі «КД Логроньєс», за який виступав протягом 1996—1998 років і в першому ж сезоні вилетів з ним у Сегунду.

## Виступи за збірну
13 жовтня 1993 року дебютував в офіційних іграх у складі національної збірної Іспанії в товариському матчі проти збірної Ірландії. 
У наступному році Воро потрапив в заявку національної команди на чемпіонат світу 1994 року у США. На турнірі він зіграв в одному поєдинку проти збірної Болівії (3:1).
Всього протягом кар'єри у національній команді, яка тривала усього 3 роки, провів у формі головної команди країни 9 матчів.

## Кар'єра тренера
Розпочав тренерську кар'єру невдовзі по завершенні кар'єри гравця, 2002 року, очоливши тренерський штаб клубу «Валенсія Месталья», де пропрацював з 2002 по 2004 рік.
В подальшому входив до тренерського штабу «Валенсії». 21 квітня 2008 року головний тренер «кажанів» Рональд Куман був звільнний з посади і на 5 останніх матчів сезону Воро став виконувачем головного тренера. В цих матчах «Валенсія» здобула чотири перемоги, проте п'яту гру розгромно програла «Барселоні» (6:0). По завершенні сезону новим головним тренером став Унаї Емері, а Воро повернувся до своєї колишньої посади .
У сезоні 2012/13 Воро знову змушений був стати виконувачем обов'язків головного тренера «Валенсії» після раптового звільнення Маурісіо Пеллегріно. Під керівництвом Воро «кажани» провели лише один матч — 5 грудня в 2012 році проти французького «Лілля» в останньому матчі групового етапу Ліги чемпіонів. Матч не мав турнірного значення оскільки на цей момент іспанський клуб вже забезпечив собі місце у плей-оф, а французи залишались на останньому місці, тим не менш Валенсія виграла 1:0. Наступна зустріч вже розпочалась з новим тренером команди, яким став Ернесто Вальверде.
30 листопада 2015 року Воро втретє був призначений тимчасовим тренером «Валенсії» після відходу Нуну Ешпіріту Санту. Цього разу під керівництвом Воро клуб виграв матч на Кубок Іспанії проти нижчолігового «Баракальдо» (3:1), а також зіграв у нічию з «Барселоною» (1:1) на «Местальї» . Після цього головним тренером став Гарі Невілл.
20 вересня 2016 року Воро прийняв тимчасовий пост головного тренера «Валенсії» вчетверте після відставки Пако Айєстарана. Цього разу він у перших двох матчах з однаковим рахунком 2:1 переміг «Алавес» та «Леганес», але в третьому на домашній арені поступився столичному «Атлетіко». Незважаючи на це публіка на Местальї вітала роботу Воро на всіх етапах як тренера, повертаючи його до основної роботи в структурі клубу. Наступна гра «Валенсії» вже розпочалась на чолі з італійським тренером Чезаре Пранделлі.
В передостанній день 2016 року, після відставки Чезаре Пранделлі, Воро вп'яте був призначений виконувачем обов'язків головного тренера «Валенсії». Під його керівництвом валенсійці розгромно поступились у кубку «Сельті» (1:4), а також зіграли внічию з «Осасуною» (3:3). Незважаючи на невдалі результати, 11 січня 2017 року Воро був затверджений на своїй посаді до кінця сезону і вперше став повноцінним головним тренером «Валенсії». Під його керівництвом команда завершила сезон 2016/17 на посередньому для себе 12 місці чемпіонату, і влітку Воро повернувся до роботи асистента головного тренера «Валенсії», яким було призначено Марселіно Гарсію Тораля.

## Досягнення

### Як гравця
- Володар кубка Іспанії:

«Депортіво» : 1994—95
- Володар Суперкубка Іспанії:

«Депортіво» : 1995